# Machine Gun Kelly
Колсон Бейкер (англ. Colson Baker), відомий під сценічним псевдонімом Machine Gun Kelly, або просто MGK — американський поп-виконавець, співак, автор пісень та актор з Клівленда, Огайо, США.

## Біографія
Народився 22 квітня 1990 року у сім'ї місіонерів, які весь час подорожували по світу та жили в різних країнах, від Єгипту до Німеччини, а також у різних куточках Сполучених Штатів, зокрема в Чикаго, Денвері та Клівленді. Коли матір покинула їх, вони разом із батьком переїхали до помешкання Бейкерової тітки, яка жила у Денвері. Опісля батько потерпав від депресії та безробіття, а Колсон терпів знущання з боку інших дітей з околиці. Почав слухати реп у шостому класі, коли навчався у середній школі Гемілтона, Денвер, Колорадо. Його дитячу увагу привернули такі хіп-хоп виконавці як Ludacris, Eminem та DMX, однак по справжньому майбутній виконавець зацікавився цим жанром, почувши пісню DMX «We Right Here» з альбому «The Great Depression» (2001).
Після від'їзду батька, Бейкер перестав ходити до школи та здобув тверду репутацію, протиставляючи себе старшим однокласникам. 2005 року батько повернувся, щоб забрати сина до Кувейту, однак вони знову ж таки були вимушені залишитися у штатах та поселилися у Клівленді, де Бейкер ходив до середньої школи Шейкер Гайтс. У шкільні роки працював адміністратором місцевого магазину футболок, власник якого називав його емсі-адміністратором. У цей період прихильники почали називати його Machine Gun Kelly (на честь гангстера Джорджа Барнса), оскільки він виділявся швидким читанням власних пісень. 2006 року виконавець випустив мікстейп «Stamp of Approval», вихід якого посприяв розвитку його репутації як реп-виконавця та відкрив доступ до місцевих Клівлендських сцен.
У березні 2009 року, бувши на межі виселення з помешкання, MGK поїхав до Гарлема, де завдяки цілому ряду перемог став першим в історії реп-виконавцем, який виграв змагання Театру Аполло. Записував музику в домашній студії, яку називав «Кліткою гніву» (англ. Rage Cage). Почав здобувати популярність після виступу на програмі «Фрістайл без невдах» від MTV2, де зачитав фрістайл, використовуючи велику кількість уривків з власного сингла під назвою «Chip off the Block». У лютому 2010 року презентував свій другий мікстейп «100 Words and Running», де вперше вжив свою коронну фразу «Lace Up», яка стала важливим елементом впізнаваності його музики. Попри успіх, MGK мусив працювати в американському ресторані мексиканської кухні «Chipotle», щоб оплатити рахунки за житло, оскільки після закінчення школи батько вигнав його з дому.

## Кар'єра

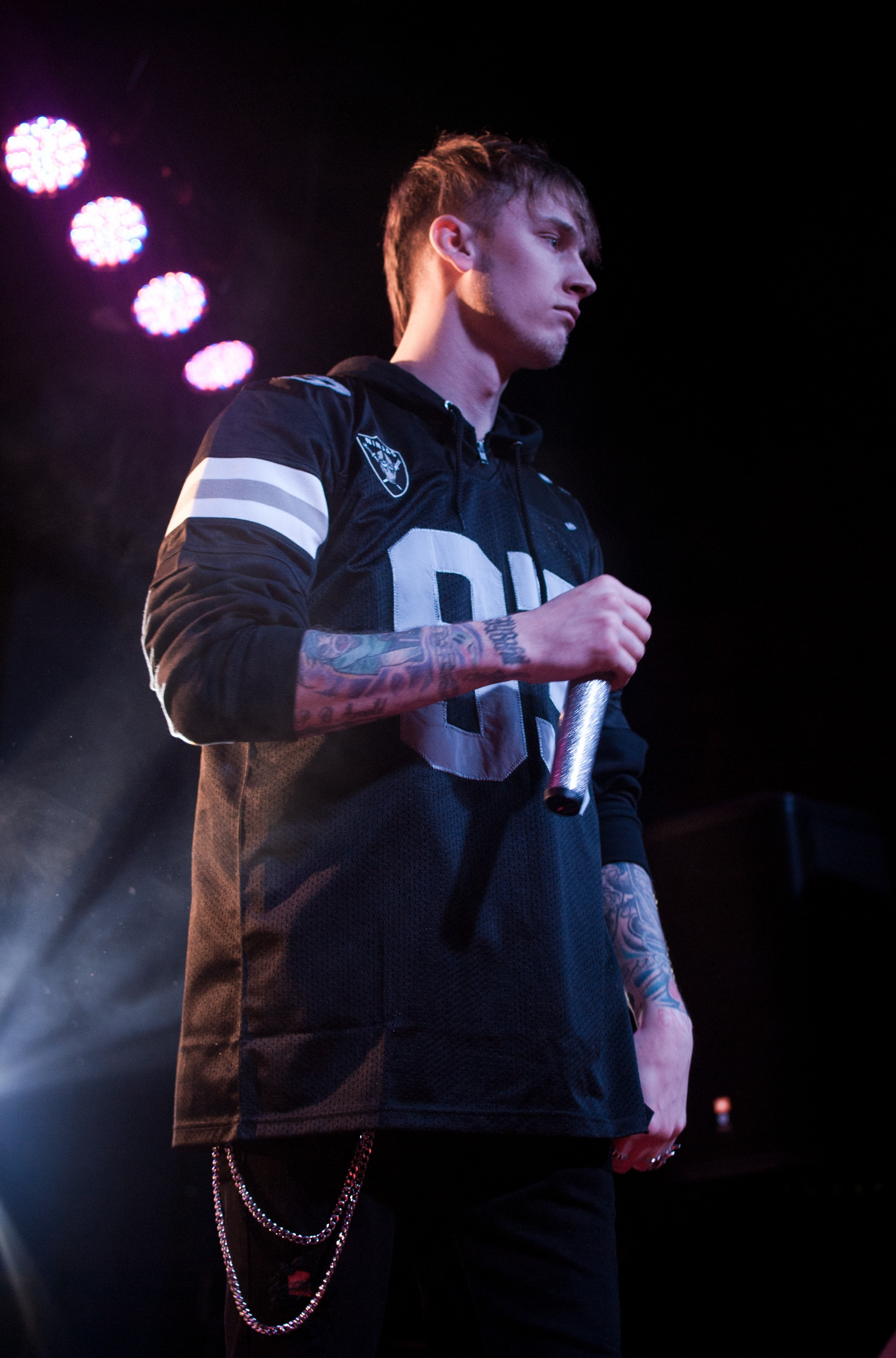
MGK на концерті у Піттсбургу (2013)

2011 року підписав контракт з і студіями звукозапису «Bad Boy» та «Interscope Records». 2012 року світ побачив його дебютний альбом «Lace Up», який отримав високу оцінку критиків. Платівка містила сингли «Wild Boy», «Invincible», «Stereo» та «Hold On (Shut Up)», які дебютували на четвертій сходинці хіт-параду Billboard 200. На початку 2015 року випустив сингли «Till I Die» and «A Little More» з його другого студійного альбому «General Admission», який побачив світ у жовтні 2015 року. 12 травня 2017 року вийшов його третій студійний альбом «Bloom». Опісля світ побачив трек «Bad Things», записаний за участі співачки Каміла Кабелло, який посів четверту сходинку хіт-параду Billboard Hot 100
Планувалось, що MGK виступить на розігріві гурту Linkin Park, однак тур One More Light World Tour довелося скасувати через самогубство фронтмена Честера Беннінгтона. Келлі віддав шану виконавцю, записавши акустичний переспів пісні «Numb».
3 вересня 2018 року MGK випустив трек «Rap Devil», який став відповіддю на дісс Емінема «Not Alike» з альбому «Kamikaze». Обігравши Емінемову пісню «Rap God», MGK звинувати репера у намаганні нашкодити його кар'єрі через коментар, який 2012 року Келлі зробив у сторону Гейлі, дочки Емінема. 10 вересня 2018 року трек «Rap Devil» посів першу сходинку хіт-параду «iTunes Chart». 14 вересня 2018 року Емінем випустив трек-відповідь під назвою «Killshot».
21 вересня 2018 року MGK випустив міні-альбом «Binge».
5 липня 2019 року виходить четвертий студійний альбом виконавця — «Hotel Diablo», що має реп-рокове звучання.
25 вересня 2020 року виходить п'ятий студійний альбом «Tickets to My Downfall», продюсером якого став Тревіс Баркер, і який ще більше відходить від гіп-гопу у сторону поппанку.

## Акторська діяльність
2014 року Келлі дебютував у романтичній драмі «За кулісами», де зіграв «обмеженого самозакоханого репера на ім'я Кід Калпріт». 2016 року з'явився у стрічці «Земля обітована», продюсером якої став його друг репер Nas. Цього ж року знявся у телесеріалі «Гастролери», де виконав роль Веса, роуді рок-гурту Pearl Jam. Окрім того, Келлі зіграв роль Фелікса у фільмі Пташиний короб (2018) та виконав роль ударника Томмі у стрічці «Бруд», біографічній драмі про рок-гурт Mötley Crüe.

## Особисте життя
MGK має  двух дочок  Кейсі, які народились 2008 року 2025року .
Виконавець офіційно заявив про свою дворічну залежність від героїну, згадуючи про це у таких треках як: «Lead You On», «Alice in Wonderland» and «Eddie Kane». Також Келлі визнає, що курить канабіс та в низці інтерв'ю стверджував, що курить щоденно, оскільки, за його словами: «це джерело щастя та спосіб, за допомогою якого люди можуть відчути трохи більше любові». Також Келлі вважає, що канабіс має безпосередній вплив на його музичну кар'єру та особистість як реп-виконавця.
Дотримується політичної філософії анархізму.
У 2020 році стало відомо про стосунки репера з акторкою Меган Фокс, яка перебувала у шлюбі з Браяном Остін Гріном (подала на розлучення в листопаді 2020). 

## Дискографія
Студійні альбоми
- Lace Up (2012)
- General Admission (2015)
- Bloom (2017)
- Hotel Diablo (2019)
- Tickets to My Downfall (2020)
- Mainstream Sellout (2022)

Міні-альбоми
- Half Naked & Almost Famous
- Binge

Мікстейпи
- Black Flag

## Фільмографія

### Кіно
| Рік  | Назва                    | Оригінальна назва           | Роль                | Примітки                  |
| ---- | ------------------------ | --------------------------- | ------------------- | ------------------------- |
| 2014 | За кулісами              | Beyond the Lights           | Кід Калпріт         |                           |
| 2016 | Панк — мертвий           | Punk's Dead                 | Креш                |                           |
| 2016 | Нерв                     | Nerve                       | Тай                 |                           |
| 2016 | Вірус                    | Viral                       | Сіджей              |                           |
| 2016 | Земля обітована          | The Land                    | Слік                | Також виконавчий продюсер |
| 2018 | Пташиний короб           | Bird Box                    | Фелікс              |                           |
| 2019 | —                        | Big Time Adolescence        | Нік                 |                           |
| 2019 | Битва за Землю           | Captive State               | Джаргіс             |                           |
| 2019 | Бруд                     | The Dirt                    | Томмі Лі            |                           |
| 2020 | —                        | The King of Staten Island   | власник тату салону |                           |
| 2020 | Проєкт «Сила»            | Project Power               | Ньют                |                           |
| 2021 | Опівночі у високій траві | Midnight in the Switchgrass | Кальвін             |                           |
| TBA  |                          | One Way                     | Фредді              |                           |

### Телебачення
| Рік     | Назва               | Оригінальна назва | Роль              | Примітки                       |
| ------- | ------------------- | ----------------- | ----------------- | ------------------------------ |
| 2012–15 | WWE Raw             | WWE Raw           | себе              | 2 епізоди                      |
| 2013    | —                   | Guy Court         | Себе              | Епізод: «Sweepstakes»          |
| 2014    | —                   | Unsung            | Себе              | Епізод: «Bone Thugs-n-Harmony» |
| 2015    | Самотність у мережі | Catfish           | Себе              | Епізод: «Hundra & Emily»       |
| 2015    | Ррржжжжака          | Ridiculousness    | Себе              | Епізод: «Machine Gun Kelly»    |
| 2016    | Гастролери          | Roadies           | Веслі"Вес" Мейсон | 10 епізоди                     |